# Патриотический марш
Патриотический марш (яп. 愛国行進曲 Айкоку ко:синкёку) — японская патриотическая песня. Благодаря поддержке правительства марш широко распространился по территориям Японской империи.

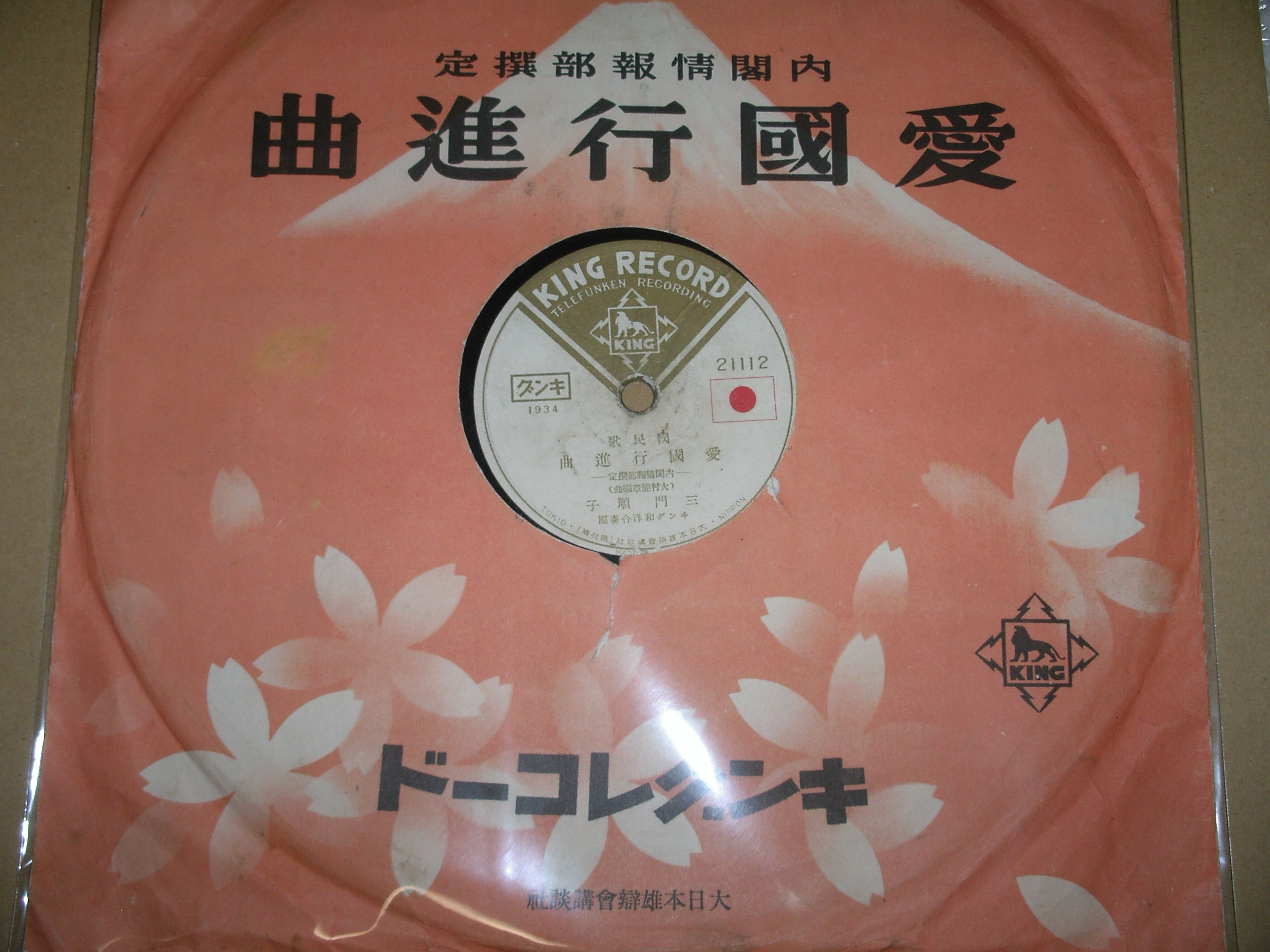
Грампластинка компании King Records

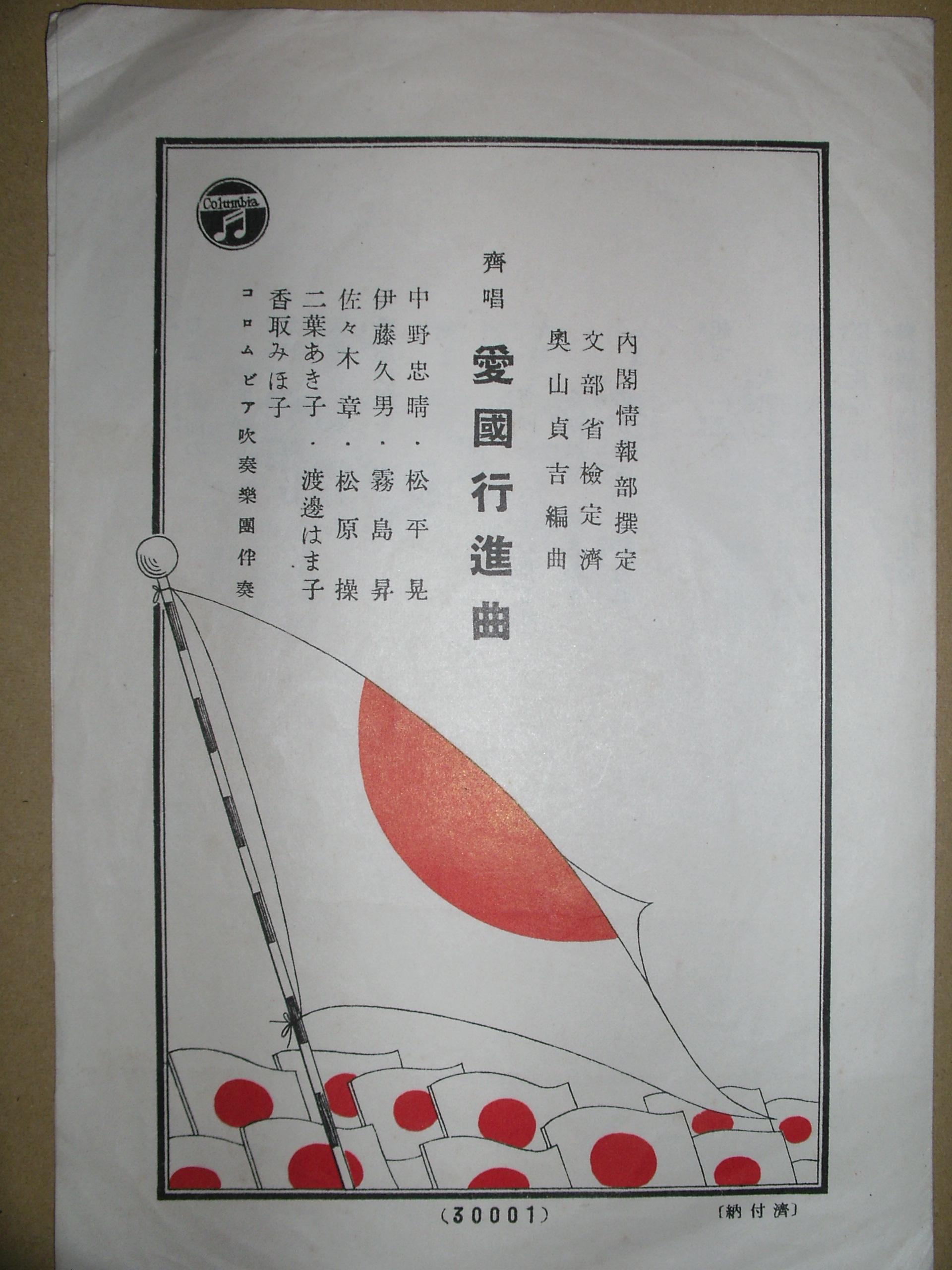
Страница с текстом

«Патриотический марш» появился в результате конкурса среди населения, объявленного осенью 1937 года информационной службой кабинета министров. Требовалось написать слова «песни, которую люди всегда будут петь с любовью, на манер марша, красиво, ясно и отважно». При этом конкурсанты необязательно должны были быть японцами, и в правилах специально подчёркивалось, что участвовать могут все жители Японской империи, от Маньчжоу-го до Кореи и Тайвани.
На конкурс пришло 57578 текстов, которые были рассмотрены министерской информационной службой и судейской комиссией из 7 человек. Победителем оказался Юкио Морикава, работник типографии из посёлка Сакаэ префектуры Тоттори (в настоящее время город Сакаиминато). Второе место занял некий житель китайского города Дальнего, третье — житель японской префектуры Ямагути. Судейская комиссия внесла в победивший текст изменения, и по слухам, входившие в число судей поэты Нобуцуна Сасаки и Хакусю Китахара по поводу этих изменений конкретно переругались.
После этого был проведён ещё один тур конкурса для выбора музыки. Из 9555 мелодий комиссия из 8 человек, в состав которой входили такие композиторы как Косаку Ямада и Киёси Нобутоки, была выбрана одна, принадлежавшая, как оказалось, известному композитору Токити Сэтогути, автору музыки к известнейшему «Маршу военных кораблей». К тому времени Сэтогути давно уже отошёл от дел, и здоровье его оставляло желать лучшего, поэтому написанная им новая мелодия была воспринята как «последняя служба», которую он сослужил стране, несмотря на трудности
Окончательные результаты конкурса были объявлены 24 декабря 1937 года. «Патриотический марш» был выпущен на грампластинках сразу шестью звукозаписывающими компаниями, а история с композитором Сэтогути только придала песне популярности. В течение нескольких дней было раскуплено 100 тысяч пластинок, а вскоре эта цифра возросла до миллиона. Песню постоянно транслировали по радио, с неё начинались занятия в школах, и не было в стране уголка, где нельзя было бы её услышать. «Патриотический марш» распевало всё население Японской империи, от Китая до Малайзии и Индонезии. Он дошёл даже до США, где японцы, во время Второй мировой войны выселенные американским правительством в концлагеря, пением «Марша» выказывали поддержку своей нации. Представление о частоте трансляций и вообще распространённости песни даёт тот факт, что в 1980-90-х годах на тихоокеанских островах всё ещё жили старики, отлично помнившие эту песню со времён японской колонизации.